# Temporada 2005-2006 de la secció d'hoquei sobre patins del Futbol Club Barcelona
| Plantilla |

| - 00 Octavi Tarrés - 2 Ramon Benito - 4 Miquel Masoliver - 8 David Páez - 9 Sergi Panadero |  | - 10 Aitor Egurrola - 18 Carlitos López - 21 Alberto Borregán - 24 José Luís "el negro" Páez |

Entrenador:  Quim Paüls
| Altes |

- cap

| Baixes |

- cap

| Classificació |

- Copa d'Europa: Eliminat a la primera fase per 5 a 4 (anada i tornada) contra el Follonica Hockey. Passà a jugar la Copa de la CERS.
- Copa de la CERS: Campió
- Copa Continental: Campió
- OK Lliga / Lliga espanyola: Campió (1r a la fase regular)
- Copa del Rei / Copa espanyola: Subcampió. Derrotat a la final per 2-3 contra l'Alnimar Reus Deportiu.
- Supercopa espanyola: Campió